# Dembo Jobarteh
Dembo Jobarteh (Kayai, 7 giugno 1976 – Serekunda, 25 marzo 2008) è stato un musicista e griot gambiano.

## Biografia
Nato in una famiglia di musicisti, all'età di 9 anni imparò a suonare  la Kora. A diciotto anni lasciò il lavoro in un panificio per fare diventare la musica la sua professione.
Visse a Dakar, in Senegal, per alcuni anni, facendo ritorno in patria nel 2001. Qui fondò e diresse la The Gambian Griot School of Music and Dance, che si trova a Serekunda, nel quartiere di Faji Kunda.
Ha pubblicato tre album: nel 2003 Listen All, nel 2005 Gambia Banko e nel 2007 Roots. In precedenza ne aveva autoprodotti altri due Life (2001) ed Enjoy (2002).
Affetto da malaria cronica, morì nel 2008 nella sua casa di Faji Kunda.